# Илия Богданов
Илия Атанасов Богданов е български общественик от Македония.

## Биография
Роден е на 26 октомври 1869 г. в царевоселското село Истевник, тогава в Османската империя. Завършва трети клас и в продължение на 20 години заема различни държавни и общински постове в Кюстендил, включително околийски началник. По-късно се занимава с търговия и отваря собствена книжарница в града. Съосновател и комендитор на дружество „Куриер“ и издател на едноименен местен седмичен вестник в продължение на пет години. Автор на ръководство за секретар-бирници и основател на подофицерското дружество „Сливница“.
През 1932 година е избран за пръв председател на Кюстендилското македоно-одринско опълченско дружество.
Синът му Борис Богданов (26 октомври 1896 - ?) следва право в Софийския университет, след което е запасен офицер от инженерните войски и общински съветник в Кюстендил.